# سندیستون، نیوجرسی
سندیستون (به انگلیسی: Sandyston Township) شهری در ایالت نیوجرسی کشور ایالات متحده آمریکا است که جمعیت آن در سرشماری سال ۲۰۱۰ میلادی، ۱٬۹۹۸ نفر بوده‌است.